# Litsea pentaflora
Litsea pentaflora är en lagerväxtart som beskrevs av André Guillaumin. Litsea pentaflora ingår i släktet Litsea och familjen lagerväxter. Inga underarter finns listade i Catalogue of Life.